# Papyrus 34
Papyrus 34 (in de nummering volgens Gregory-Aland of {\displaystyle {\mathfrak {P}}}34, of P. Vindobonensis, gr. 39784, is een handschrift van het Nieuwe Testament in het Grieks. Het is geschreven op papyrus en bevat de tekst van de IKorintiërs 16:4-7 en 16:10; en II Korintiërs 5:18-21; 10:13-14; 11:2; 11:4; 11:6-7.
Op grond van het schrifttype is het toegeschreven aan de 7e eeuw.
De Griekse tekst van deze codex is een vertegenwoordiger van de Alexandrijnse tekst. Aland plaatst het in Categorie II.
Het wordt bewaard in de Österreichische Nationalbibliothek (P. Vindob. G. 39784) in Wenen.